# 新鄉站 (岡山縣)
新鄉站（日语：／ Niizato eki */?）是位於岡山縣新見市神鄉釜村，西日本旅客鐵道（JR西日本）的伯備線車站。

## 概要
此站以南區間（岡山縣內）由岡山分社管轄，以北區間（鳥取縣內，上石見站一方）由米子分社管轄（在運輸指令上此站為邊界）。但是駛越此站的列車中，乘務員由米子分社安排，直至新見站。
車站名稱為「新鄉」，在車站啟用時，車站位於阿哲郡新鄉村。另外，車站啟用30周年時，於1982年設置了紀念碑，在碑上寫上了「新鄉站之歌」（作詞：漆島靜雄， 作曲：安達真四）的歌詞。
另外，在平日與星期六早上，設有從此站直通至赤穗線播州赤穗的普通列車。該列車會以不載客列車先前往上石見站，隨後折返至此站。

## 歷史

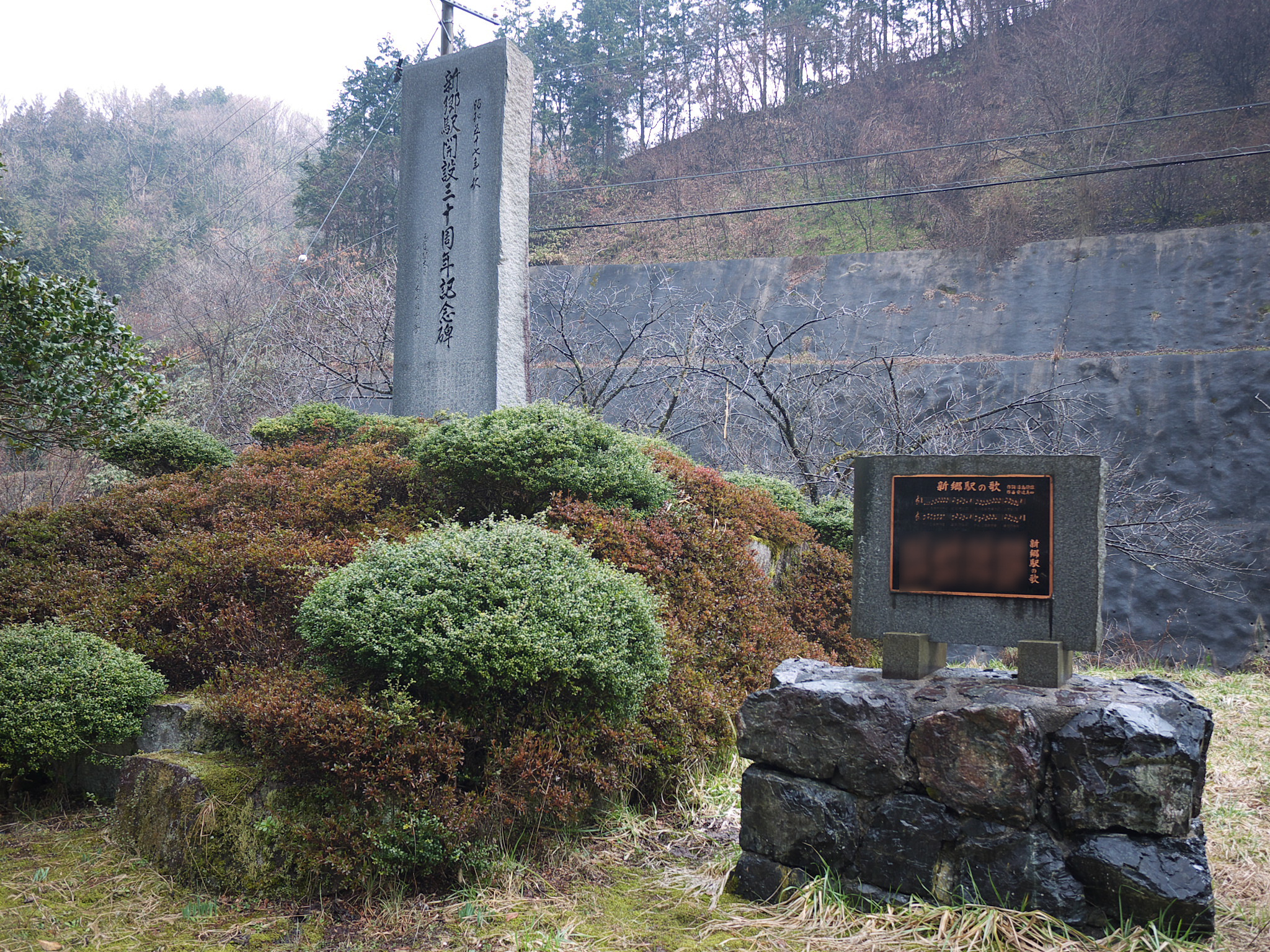
新鄉站啟用三十周年紀念碑

伯備北線上石見站至足立站之間於1926年（大正15年）12月1日開通，當初此站還未建設，當地居民需沿路軌旁的陡峭道路步行前往鄰站。在戰後民主化時代，當時的新鄉村長長谷部與一向國鐵請願希望建設車站，同時透過眾議院議員近藤鶴代的努力，使決定興建此站。車站建設費用為約320萬日圓，由當地木材販賣店負擔。
在開設此站時，車站位於現時以北約100米處，當時只是單線鐵路，並且是無人車站。隨後隨著伯備線開始進行雙線鐵路工程和電氣化，神鄉町向國鐵請願升級為普通車站，同時透過參議院議員木村睦男的努力。在1972年（昭和47年）2月遷移至現地。遷移費用由國鐵支付。
- 1953年（昭和28年）12月15日 - 伯備線足立站至上石見站之間開設此站。
  - 當時車站地址為岡山縣阿哲郡新鄉村釜村。
- 1955年（昭和30年）5月1日 - 隨著神鄉町（日语：神郷町）成立，車站地址為岡山縣阿哲郡神鄉町釜村。
- 1987年（昭和62年）4月1日 - 伴隨國鐵分割民營化，車站由西日本旅客鐵道（JR西日本）營運。
- 2005年（平成17年）3月31日 - 隨著新見市（第二次）成立，車站地址為岡山縣新見市神鄉釜村。

## 車站構造

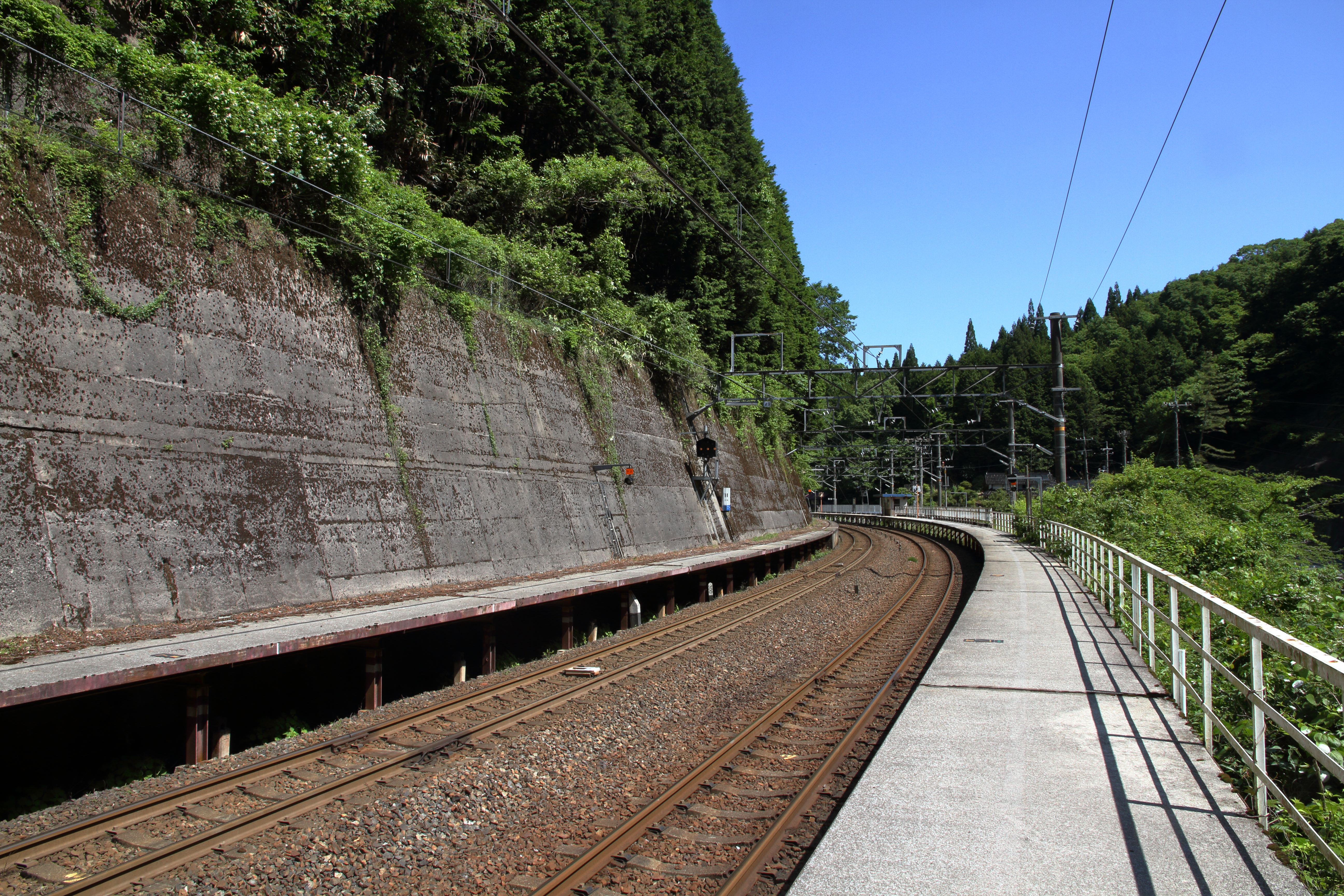
月台（2024年6月）

車站是一座位於路堤上的地面車站，設有2面2線的相對式月台。車站沒有車站大樓，上行月台近米子一方設有車站出入口。月台之間設有站內平交道連接。
車站由新見站管理，為無人車站。

### 月台
| 月台          | 路線   | 上下行 | 方向           |
| ------------- | ------ | ------ | -------------- |
| 入口一邊（1） | 伯備線 | 上行   | 倉敷、岡山方向 |
| 入口對面（2） | 伯備線 | 下行   | 米子方向       |

※在旅客資訊上沒有使用月台編號。月台編號只用在列車運輸指令上。

## 使用狀況
以下為近年1日平均乘車人次列表：
| 乘車人次變化 | 乘車人次變化    |
| 年度         | 1日平均乘車人次 |
| ------------ | --------------- |
| 1999         | 26              |
| 2000         | 22              |
| 2001         | 24              |
| 2002         | 18              |
| 2003         | 24              |
| 2004         | 22              |
| 2005         | 28              |
| 2006         | 26              |
| 2007         | 17              |
| 2008         | 18              |
| 2009         | 17              |
| 2010         | 24              |
| 2011         | 16              |
| 2012         | 14              |
| 2013         | 10              |
| 2014         | 13              |
| 2015         | 13              |
| 2016         | 12              |
| 2017         | 9               |
| 2018         | 8               |

## 車站周邊
- 新見市政廳新鄉市民中心
- 新鄉郵局
- 新見市立神鄉北小學
- 縣道8號新見日南線（日语：岡山県道・鳥取県道8号新見日南線）
- 縣道11號新見多里線（日语：岡山県道・鳥取県道11号新見多里線）
- 縣道316號岩熊一之原線（日语：岡山県道316号岩熊一ノ原線）
- 高瀨川壩（日语：高瀬川ダム (岡山県)）

## 曾經登場的作品
- 《全國秘境站檔案（日语：全国秘境駅ファイル）》（旅頻道/MONDO TV（日语：MONDO TV）） - 衛星電視節目

## 相鄰車站
西日本旅客鐵道
 伯備線
足立－新鄉－上石見

## 注腳
1. ↑  JR・第三部門 全站名百科全書（東京堂出版）
2. ↑  広報しんごう 第176号（WARP）
3. 1 2  在當地的「新鄉站開設三十周年紀念碑」記述
4. ↑  岡山縣統計年報

## 外部連結
- 新鄉｜車站資訊：JR出門網 - 西日本旅客鐵道